# Helena Paderewska
Helena Maria Paderewska z domu Rosen, primo voto Górska (ur. 1 sierpnia 1856 w Warszawie, zm. 16 stycznia 1934 w Riond-Bosson) – polska działaczka społeczna, żona kompozytora i premiera Ignacego Jana Paderewskiego.

## Pochodzenie i rodzina
Pochodziła z rodziny spolonizowanych inflanckich Niemców, rodziny baronów Rosen. Była córką Władysława i Zofii z Taubow. Jej pierwszym mężem był skrzypek Władysław Górski (1846-1899), z którym miała syna. Przez lata żyła w konkubinacie z przyszłym drugim mężem Ignacym Janem Paderewskim i opiekowała się Alfredem - jego sparaliżowanym synem z pierwszego małżeństwa z Antoniną Korsak. W 1895 r. podjęła starania w Warszawie o unieważnienie pierwszego małżeństwa z Górskim. Jej adwokaci podnieśli dwie przyczyny: brak zgody jej ojca na małżeństwo (była niepełnoletnia) oraz ślub w parafii, do której nie należało żadne z małżonków.
Kiedy próby unieważnienia małżeństwa powiodły się, 31 maja 1899 poślubiła wdowca Paderewskiego, który w okresie od 16 stycznia do 9 grudnia 1919 r. sprawował funkcję premiera II RP. Zgodnie z opinią wielu osób ówczesnej epoki Helena Paderewska wywierała duży wpływ na politykę męża.

## Działalność społeczna
W okresie I wojny światowej organizowała pomoc dla ofiar wojny w Polsce, jak i dla żołnierzy Armii Polskiej we Francji. Była inicjatorką powołania Polskiego Białego Krzyża i od 1919 r. była przewodniczącą jego Rady Naczelnej. Ponadto była współzałożycielką Towarzystwa Pomocy dla Inteligencji, fundatorką szkoły dla dziewcząt w Julinie.
Razem z mężem przyjechała do Poznania 26 grudnia 1918 roku, a następnego dnia w imieniu Paderewskiego (który był wówczas chory) przemówiła do pochodu 23 tysięcy dzieci ze wszystkich poznańskich parafii, który stanął przed hotelem Bazar. Podkreślała rolę jaką odegrał strajk dzieci wrzesińskich. Dzieci w odpowiedzi miały krzyczeć "Niech żyje Paderewski i Pani Paderewska".
18 stycznia 1919 pod jej patronatem obradowały wszystkie istniejące na ziemiach polskich organizacje, które kierowały się w swoich działaniach ideałami Czerwonego Krzyża. W wyniku tego spotkania zostało utworzone Polskie Towarzystwo Czerwonego Krzyża. Wkrótce rząd zatwierdził jego statut, a kilka miesięcy później – po rezygnacji prezesa Pawła Sapiehy – Paderewska została prezesem PCK. Funkcję tę pełniła do 1926. Wspierała również polską YWCA, była honorowym członkiem Związku Polek w Ameryce.
W 1921 została odznaczona przez papieża Benedykta XV krzyżem Pro Ecclesia et Pontifice.

## Śmierć
Helena Paderewska pod koniec życia poważnie chorowała. Z tego powodu Ignacy Paderewski odwołał swoje zimowe tournée po Stanach Zjednoczonych. Helena Paderewska zmarła 16 stycznia 1934 r. w posiadłości Paderewskich Riond-Bosson w Tolochenaz koło Morges w Szwajcarii. Została pochowana na cmentarzu w Montmorency pod Paryżem obok syna Ignacego Paderewskiego – Alfreda (1880–1901). Przygnębiony śmiercią Paderewski miał powiedzieć (w styczniu 1934 r.), że chce być w przyszłości z nimi pochowany.